# Иглик
Иглик (каз. Игілік) — село в Есильском районе Акмолинской области Казахстана. Входит в состав Красногорской поселковой администрации. Код КАТО — 114859200.

## География
Село расположено в 7 км на север от районного центра города Есиль, в 25 км на юг от центра поселковой администрации — посёлка Красногорский. Вдоль села протекает река Кызылсу.

## История
В 1989 году село являлось административным центром и единственным населённом пунктом Игликского сельсовета.

## Население
В 1989 году население села составляло 689 человек (из них казахов 68%).
В 1999 году население села составляло 504 человека (234 мужчины и 270 женщин). По данным переписи 2009 года, в селе проживало 325 человек (164 мужчины и 161 женщина).
| Динамика численности населения | Динамика численности населения | Динамика численности населения |
| 1989                           | 1999                           | 2009                           |
| ------------------------------ | ------------------------------ | ------------------------------ |
| 689                            | ↘504                           | ↘325                           |